# Leishmanióza

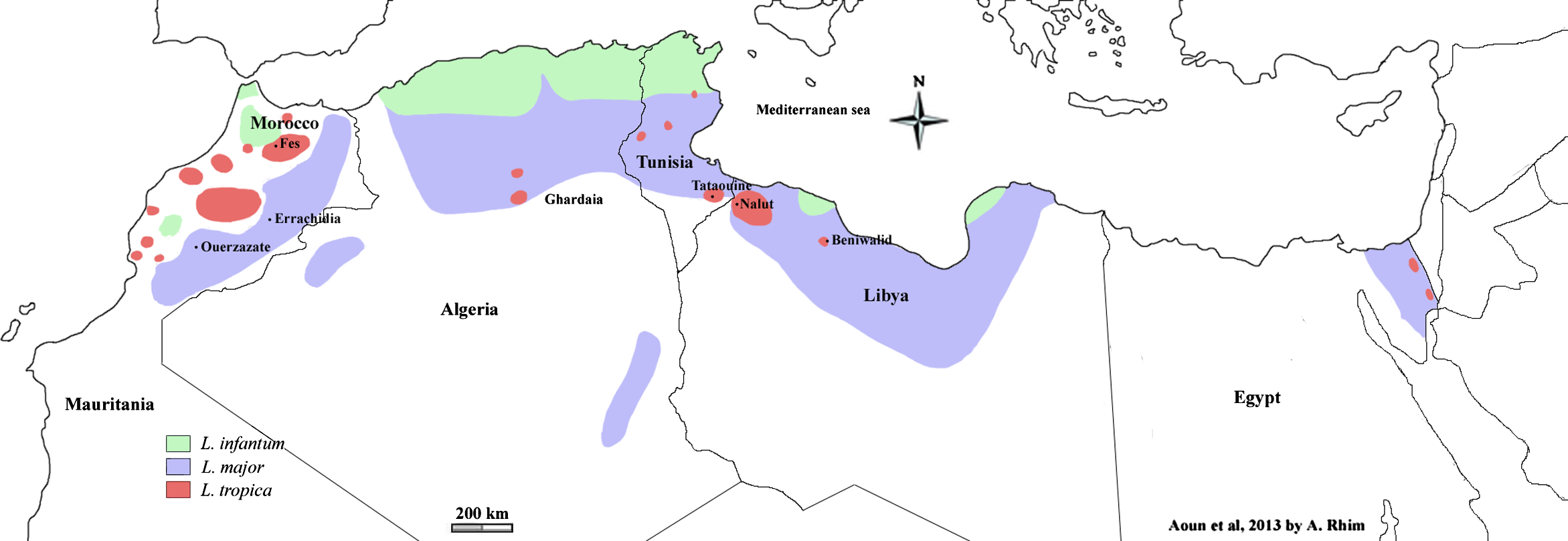
Výskyt v Severní Africe. Onemocnění se objevuje i na Balkáně.

Leishmanióza je souborný název pro parazitická onemocnění způsobená prvoky z rodu Leishmania, jejichž přenos na člověka probíhá štípnutím bodavého hmyzu rodu Phlebotomus a Lutzomyia, který žije především v lesnatých územích tropického a subtropického pásu. V rozvojových a chudých zemích je leishmanióza rozšířenou smrtelnou nemocí způsobující časté epidemie. Existují leishmaniózy i u jiných obratlovců než u člověka (např. u plazů, morčat či šelem psovitých).

## Životní cyklus leishmanií
Životní cyklus leishmanií probíhá mezi člověkem a koutulí rodu Phlebotomus či Lutzomyia. Z našeho lidského hlediska považujeme člověka za hostitele a koutuli za přenašeče. Leishmanie v těle hostitele se vyskytuje ve formě bez bičíku a napadají buňky jaterní nebo slezinné, v nich se množí dělením tak dlouho, až buňka praskne a parazité, kteří se takto rozmnožili, napadají další zdravé buňky. Jsou-li nasáti komárem společně s lidskou krví nebo plazmou, mění se v jeho zažívacím traktu ve formu bičíkatou. Opět se množí, a to ve střevě komára, poté se dostávají zpět do komárova hltanu a při sání na člověku pronikají do lidské krve a cyklus začíná znovu.

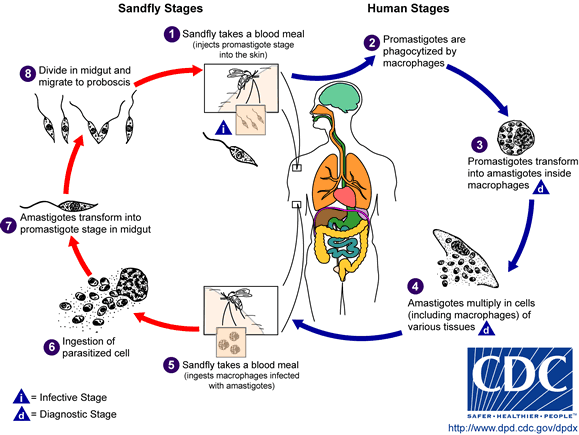
Životní cyklus leishmanie

## Formy leishmaniózy

### Viscerální leishmanióza
Je nejzávažnější forma leishmaniózy známá také jako kala azar, což v překladu z hindštiny znamená černá horečka. Způsobují ji Leishmania donovani, L. chagasi a L. infantum. Název formy je odvozen z faktu, že parazitičtí prvoci se usídlují v lidských útrobách, především v játrech a slezině, což vede ke zvětšení a snížení funkce těchto orgánů. Dále se projevuje horečkou, váhovým úbytkem a anémií. Neléčená viscerální leishmanióza vede téměř vždy ke smrti hostitele.

### Kožní leishmanióza
Je nejčastější forma leishmaniózy, při níž parazité napadají kůži a působí její poškození. Původci nemoci jsou Leishmania tropica, L. aethiopica a L. major (ve Starém světě) a L. mexicana, L. brasiliensis a L. peruviana (v Novém světě). Neléčená kožní leishmanióza není smrtelná nemoc a většinou se poškozené okrsky kůže zahojí jizvou.
Tato varianta bývá též zvaná jerišská růže (שׁוֹשַׁנַּת יְרִיחוֹ).

### Mukokutánní leishmanióza
Je také kožní forma nemoci, při níž se však kromě poškození kůže objevují i hluboké rány a destrukce tkáně v oblasti obličeje (podobné lepře).

## Projevy onemocnění
Onemocnění se projevuje třemi hlavními způsoby: jako kožní, mukokutánní a viscerální leishmanióza. Kožní forma se projevuje kožními vředy. Mukokutánní forma se projevuje vředy na kůži, v ústech a v nose. Viscerální forma se zpočátku projevuje kožními vředy, později horečkou, nízkým počtem červených krvinek a zvětšenou slezinou a játry.

## Léčba
Léčba je komplikovaná, často i neúspěšná, a to jak z důvodu závažnosti nemoci, tak vysokou cenou a nedostupností léků v postižených oblastech. Nejčastěji užívané léky jsou nitrosvalové injekce založené na bázi derivátů antimonu jako jsou sodium stiboglukonát (Pentostam) a meglumin antimoniát (Glucantime). Nevýhoda těchto léků je vysoká resistence nemocných, dlouhá doba léčby (30 dní), toxicita a vysoká cena.
Některá léčiva, která byla původně vyvinuta pro léčbu jiných nemocí, jsou účinná i při léčbě leishmaniózy. Lék pro boj s plísňovými infekcemi amphotericin (AmBisome), lék pro léčbu rakoviny miltefosin (Impavido) a širokospektrální antibiotikum paromomycin jsou alternativami k léčbě deriváty antimonu.
Jelikož leishmanióza napadá imunitní systém hostitele stejně jako virus HIV způsobující AIDS, je léčba pacientů s kombinací obou onemocnění (asi 1/5 všech nemocných) méně efektivní a s horší prognózou.